# Фишкал
„Фишкал” је југословенска телевизијска серија снимљена 1970. године у продукцији ТВ Загреб.

## Епизоде
| Сезона | Епизода | Назив   | Датум              |
| ------ | ------- | ------- | ------------------ |
| 1      | 1       | Повод   | 21. јануара 1970.  |
| 1      | 2       | Интрига | 28. јануара 1970.  |
| 1      | 3       | Реванш  | 4. фебруара 1970.  |
| 1      | 4       | Амен    | 11. фебруара 1970. |

## Улоге
| Глумац             | Улога                        |
| ------------------ | ---------------------------- |
| Угљеша Којадиновић | Јакоб Подгорски (4 еп. 1970) |
| Ратко Буљан        | (4 еп. 1970)                 |
| Шпиро Губерина     | (4 еп. 1970)                 |
| Љубица Јовић       | Грофица Ана (4 еп. 1970)     |
| Ана Карић          | (4 еп. 1970)                 |
| Борис Михољевић    | Лаћа (4 еп. 1970)            |
| Миа Оремовић       | (4 еп. 1970)                 |
| Иво Пајић          | (4 еп. 1970)                 |
| Мустафа Надаревић  | (1 еп. 1970)                 |

Комплетна ТВ екипа  ▼
| Редитељ    | Јоаким Марушић | (4 еп. 1970)            |
| Сценариста | Анте Ковачић   | (4 еп. 1970)            |
| Сценариста | Јоаким Марушић | (4 еп. 1970)            |
| Mонтажер   | Миа Крпан      | (непознат број епизода) |